# Gestängewasserhaltung
Als Gestängewasserhaltung bezeichnet man im Bergbau eine maschinelle Konstruktion, die aus einer dampfgetriebenen Antriebsmaschine und einer Kolbenpumpe besteht, die räumlich voneinander getrennt und über ein Gestänge miteinander verbunden sind. Die Gestängewasserhaltung ist die älteste mit Dampf getriebene Wasserhaltungsmaschine, die im Bergbau zum Abpumpen der Grubenwässer eingesetzt wurde. Bis zur Mitte der ersten Hälfte des 20. Jahrhunderts wurden diese Maschinen weitestgehend von modernen, untertägig aufgestellten, Wasserhaltungsmaschinen verdrängt.

## Grundlagen und Geschichte
Als man im Steinkohlenbergbau zum Tiefbau überging, taten sich große Schwierigkeiten im Bereich der Wasserhaltung auf. Mit zunehmender Teufe stiegen, je nach Region, auch die anfallenden Grubenwassermengen erheblich an. Wasserhaltungsmaschinen wie die Bulgenkunst, bei denen das Wasser mittels Schöpfen aus dem Grubengebäude entfernt wurde, oder die Heinzenkünste, waren für die Bewältigung größere Wassermengen nicht genügend leistungsfähig. Zu Beginn des 19. Jahrhunderts wurden in den schlesischen Bergrevieren die ersten sogenannten Feuermaschinen für die Wasserhebung eingesetzt. Die antreibende Dampfmaschine wurde über Tage aufgestellt. Im Schacht wurden einer oder mehrere Drucksätze montiert, die bis zum Sumpf reichten. Antrieb und Pumpe wurden über ein Pumpengestänge zu einer Einheit verbunden. Gestängewasserhaltungen wurden bis zu einer Teufe von 600 Metern eingesetzt. Im Jahr 1870 wurde die erste untertägige Dampfwasserhaltungsmaschine in Betrieb genommen worden. Die Maschine bewährte sich und verdrängte weitgehend die Gestängewasserhaltung. Verwendung fanden Gestängewasserhaltung jedoch noch dort, wo die Gefahr bestand, dass die untertägig aufgestellten Pumpen absaufen konnten.

## Aufbau und Funktion

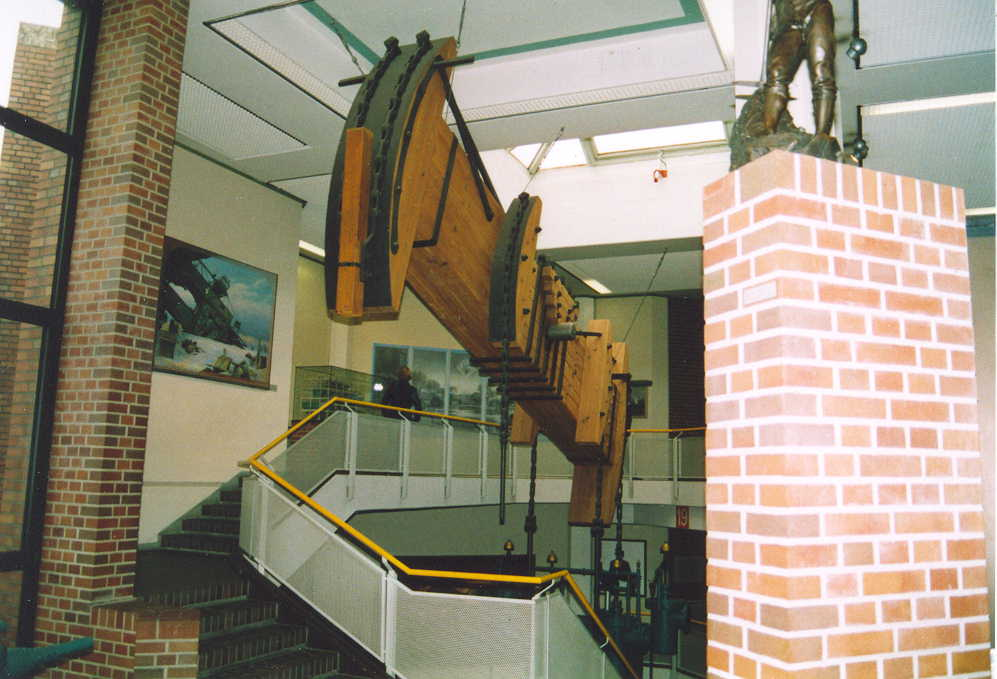
Eine Balanciermaschine im Bergbaumuseum Bochum

### Antrieb
Anfänglich wurden als Antriebsmaschinen stehende Einzylinder-Dampfmaschinen eingesetzt. Diese Maschinen waren nicht rotierende Maschinen ohne Schwungrad. Bei dieser Bauart gab es direkt wirkende Maschinen und Balanciermaschinen. Balanciermaschinen waren die ältere Bauart, bei ihnen wirkte der Dampf von oben auf den Kolben. Diese Maschinen waren erheblich teurer. Sie wurden, trotz ihrer höheren Kosten, dort verwendet, wo der Platz über dem Schacht für die Schachtförderung oder sonstige Zwecke benötigt wurde. Zu Beginn der 1850er Jahre wurden die direkt wirkenden Maschinen ohne Balancier im Bergbau eingeführt. Bei dieser Bauart wurde der Dampf unterhalb des Kolbens in den Zylinder eingeleitet. In den Folgejahren wurden weitere Entwicklungen bis hin zur doppelt wirkenden Maschinen eingeführt. Bis zu Beginn der 1960er Jahre galt die Zweifach-Expansionsmaschine, die Woolfsche Maschine mit zwei Zylindern, als beste Maschine für große Kraftleistungen. Diese Maschinen waren mit einem Schwungrad ausgestattet, welches den Balancier bei den einfachwirkenden Maschinen überflüssig machte. Die Maschinen dieses Systems waren sehr kompliziert, hatten aber die beste Wirkung. Die direktwirkenden Maschinen verdrängten in den Folgejahren die Balanciermaschinen, da diese aufgrund ihrer großen zu bewegenden Massen zu schwerfällig und für große Geschwindigkeiten nicht geeignet waren.

## Pumpensätze
Als Pumpen wurden stehende Schachtpumpen verwendet. Es wurden Hubpumpen, Druckpumpen und Zwischenglieder zwischen Hub- und Druckpumpen, die sogenannten Rittingersätze, verwendet. Bei Hubpumpen wird das Wasser durch das Gestänge gehoben. Diese Pumpen funktionieren auch unter Wasser. Hubpumpen können das Wasser nur auf eine Höhe von 60 bis maximal 120 Meter heben. Bei der Gestängewasserhaltung wird meistens der unterste Satz als Hubpumpe ausgeführt. Im Bergbau bezeichnet man Hubpumpen mit geringer Druckhöhe als Saugpumpen. Bei einer Druckpumpe wird das Wasser teilweise oder sogar ganz durch das Gewicht des runtergehenden Gestänges nach oben gedrückt. Bei Druckpumpen wurde die maximale Druckhöhe von 130 Metern nicht überschritten, da man davon ausging, dass die Abdichtung für höhere Drücke nicht ausreichen würde. Sollten größere Distanzen überwunden werden, wurden mehrere Pumpensätze übereinander gestellt, sodass das Wasser stufenweise gehoben wurde. Sowohl die Hub- als auch die Druckpumpen können so montiert werden, dass ihre Kolben tiefer stehen als die Oberfläche des zu hebenden Wassers. Allerdings werden sie in der Regel oberhalb der Wasseroberfläche montiert. Bei den doppelt wirkenden Rittingerpumpen dient ein Teil der Rohrleitung als Kolben. Durch diese Bauweise pumpt die Pumpe kontinuierlich Wasser aus.

## Pumpengestänge
Das Pumpengestänge dient dazu, die Bewegung der Antriebsmaschine auf die Pumpenkolben zu übertragen. Das Gestänge besteht aus vielen unterschiedlichen langen Einzelteilen. Es wird entweder aus Holz, aus Holz in Verbindung mit Eisen oder auch aus Gussstahl gefertigt. Werden die Pumpengestänge aus Holz gefertigt, so haben sie entweder einen quadratischen oder eine rechteckigen Querschnitt. Als Material wird im oberen Bereich des Gestänges Eichenholz und im unteren Bereich Tannenholz (yellow pitch pine oder Red pine) verwendet. Damit die Gestänge mehr Stabilität haben, werden mehrere Hölzer entweder stumpf nebeneinander gelegt und miteinander verbunden oder verzahnt. An den Enden werden die Hölzer miteinander verbunden. Hierfür werden sogenannte Gestängeschlösser verwendet, mit denen es häufig Probleme gab, was wiederum zu vielen Umbauten führte. Die Kombination von Holz und Eisen hat sich nicht bewährt, aus diesem Grund wurde diese nur selten angewandt und das Gestänge wurde zumeist aus Profilstahl (Winkelschienen, T-Profile, U-Profile) gefertigt. Es gab auch Bergwerke, auf denen das Gestänge aus geschmiedetem Rundstahl bestand. Das Gestänge wird im Schacht durch Stempel und Führungsschuhe positioniert. Damit das Gestänge nicht durchschlagen kann, ist es mit Fangarmen ausgestattet, mit denen das Gestänge auf hierfür vorgesehene Fanglager aufgesetzt wird. Um das Gestänge mit der Pumpe und dem Antrieb zu verbinden, werden die Enden des Gestänges mittels Fanghaken und Querarmen mit den Kolben der Maschinen verbunden. Mit zunehmender Teufe nimmt das Gewicht des Gestänges zu, so dass es bei großen Teufen nicht mehr einsetzbar ist.